# Барон, Двора

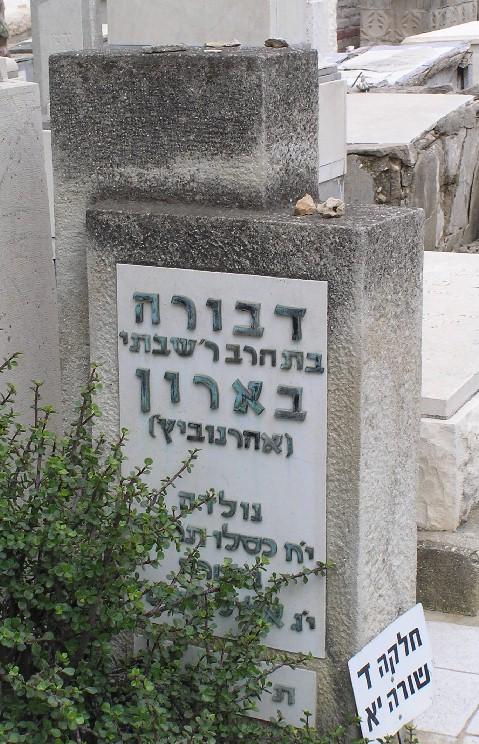
Могила Дворы Барон в Тель-Авиве

Барон Двора (1887, Узда Минской губернии — 20 августа 1956, Тель-Авив) — израильская писательница, переводчик, редактор. Первый лауреат премии имени Х. Н. Бялика (1934).

## Биография
Родилась в семье раввина Элиэзера Барона. Получила традиционное образование, затем училась в русской гимназии в Мариямполе. Её первые произведения были напечатаны в известных еврейских изданиях «Ха-Мелиц», «Ха-цефира» и «Хазман». В 1911 перебралась в Эрец-Исраэль. Работала литературным редактором газеты «Ха-Поэль ха-Цаир», где она познакомилась с редактором Иосифом Ароновичем, за которого вышла замуж.

Перевела на иврит роман Г.Флобера «Мадам Бовари».

### Произведения
- «Сипурим» Давар, (1927)
- «Гениза» Оманут, (1930)
- «Кетанот» Оманут, (1933)
- «Ма Ше-Хайя» Давар, (1939)
- «Лет-Эт Атта» Ам Овед, (1943)
- «Ми-Шам» Ам Овед, (1946)
- «Ха-Лабан» Ам Овед, (1947)
- «Шавририм» Ам Овед, (1949)
- «Паршийот» Ам Овед, (1951)
- «Хулиот» Ам Овед, (1953)
- «Ме-Эмеш» Ам Овед, (1955)
- «Агав Орха» Сифриат Поалим, (1960)
- «Ха-Голим» Ам Овед, (1970)
- «Кривот Ве-Сипурим Ахерим» Ам Овед, (1997)